# جبل حيدر
جبل حيدر هو جبل في سلسلة جبال الجرمق في الجليل الأعلى، يقع 2-1 كم إلى الجنوب من قرية بيت جن، أما قمة الجبل فتصل إلى ارتفاع 1047 متر فوق سطح البحر.
يقع كذلك الجبل على مقربة من ضريح بهاء الدين المقدّس للدروز. في يوم صاف يمكن رؤية جميع أرجاء الجليل الأسفل تقريبًا من قمة الجبل، من جبال الفقوعة حتى البحر الأبيض المتوسط. لأجل ارتفاعه والمنظر الخلاب، فإن الجبل هو موقع مناسب لاستخدام الطيران الشراعي.
يسود الجبل مناخ البحر الأبيض المتوسط كما هو الحال في معظم أنحاء الجليل. تهطل الثلوج في الشتاء في الكثير من الأحيان وتصل كمية الرواسب به إلى ما يقارب الـ 1000 مليمتر. تهب رياح قوية في الجبل معظم أيام السنة، بسبب ارتفاعه العالي ولعدم وجود أي عائق أمام الرياح الجنوبية.